# Lista de episódios de Avatar: The Last Airbender

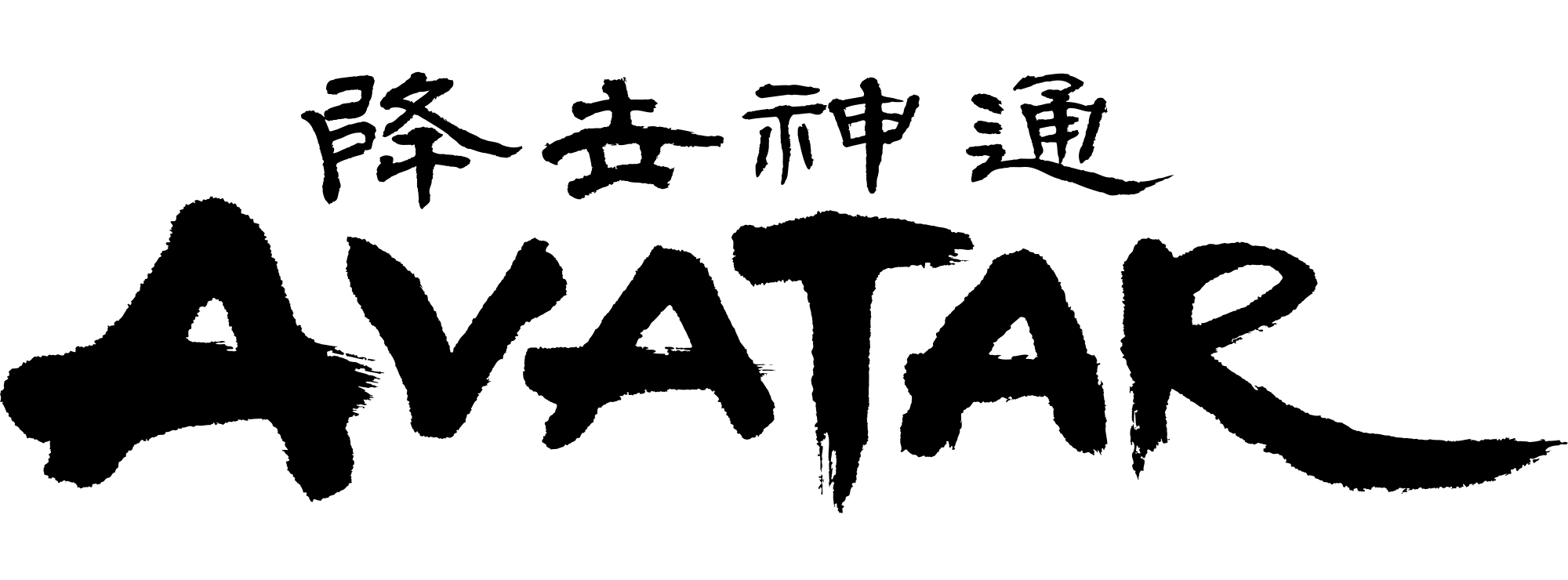
Logo de Avatar - A Lenda de Aang

Avatar: The Last Airbender é uma série de televisão norte-americana criada por Michael Dante DiMartino e Bryan Konietzko. Ela foi ao ar originalmente em 21 de fevereiro de 2005, no canal Nickelodeon, com um especial de estreia de uma hora de duração, e foi concluída com um filme de televisão com duas horas de duração, que estreou 19 de julho de 2008. A franquia de Avatar: The Last Airbender refere-se a cada temporada como um "Livro" ("Book", no original em inglês), nos quais cada episódio é referido como um "capítulo" ("chapter", em inglês). Cada "Livro" tem o nome de um dos elementos que Aang, o protagonista, precisa dominar: Água, Terra, e Fogo. As primeiras duas temporadas do programa são compostas por 20 episódios cada, enquanto que a terceira temporada possui 21. Além das três temporadas, houve dois episódios de recapitulação e três "curtas". A primeira recapitulação resumia os primeiros 17 episódios, enquanto que o segundo resumia a segunda temporadas. A primeira auto-paródia foi lançada através de um jogo online. A segunda e a terceira foram lançadas com o Box Set da Segunda Temporada Completa em DVD. A série completa foi lançada em DVD nas regiões 1, 2 e 4.
No universo de Avatar: The Last Airbender, existem pessoas capazes de manipular, ou "dominar", os quatro elementos: Ar, Água, Terra, e Fogo. Juntamente dos quatro elementos, há quatro nações que correspondem a cada elemento. Nem todos podem dominar um elemento, e aqueles que podem dominam apenas um único elemento. Entretanto, o Avatar é um ser capaz de manipular todos os quatro elementos, assim como de se comunicar com os espíritos. O Avatar também nasce em alguma das nações e, após morrer, é reencarnado em outra nação seguindo o padrão Ar, Água, Terra e Fogo. A série transcorre 100 anos após a Nação do Fogo ter declarado guerra contra todas as outras nações e ter matado todos os dominadores de ar em busca do Avatar, que reencarnou como um dominador de ar chamado Aang. O Avatar, congelado por esses 100 anos, não tem conhecimento nenhum da guerra. A série começa com Aang sendo acidentalmente libertado por Katara, uma dominadora de água, e seu irmão, Sokka. A série então passa a acompanhar as aventuras de Aang e seus companheiros, Sokka, Katara, e posteriormente Toph e Zuko, enquanto ele tenta dominar todos os quatro elementos para derrotar a Nação do Fogo. Também há um forte foco secundário em Zuko, o príncipe coroado da Nação do Fogo que foi banido e deserdado. Zuko obteve uma cicatriz em um duelo com seu próprio pai, o atual Senhor do Fogo, e é obcecado em capturar Aang para que consiga o perdão de seu pai e então restaurar sua honra.

## Resumo da série
| Temporada | Temporada | Livro             | Episódios | Episódios | Originalmente exibido   | Originalmente exibido |
| Temporada | Temporada | Livro             | Episódios | Episódios | Estreia da temporada    | Final da temporada    |
| --------- | --------- | ----------------- | --------- | --------- | ----------------------- | --------------------- |
|           | 1         | Livro Um: Água    | 20        | 20        | 21 de fevereiro de 2005 | 2 de dezembro de 2005 |
|           | 2         | Livro Dois: Terra | 20        | 20        | 17 de março de 2006     | 1 de dezembro de 2006 |
|           | 3         | Livro Três: Fogo  | 21        | 21        | 21 de setembro de 2007  | 19 de julho de 2008   |

## Episódios

### Livro Um: Água(2005)
| N.º na série | N.º na temp. | Título original Título no Brasil Título em Portugal                                                                                                   | Animado por  | Dirigido por     | Escrito por                               | Exibição original                              | Cód. de produção |
| ------------ | ------------ | --- | ------------ | ---------------- | ----------------------------------------- | ---------------------------------------------- | ---------------- |
| 1            | 1            | "The Boy in the Iceberg" "O Garoto no Iceberg" "O Rapaz no Iceberg"                                                                                   | JM Animation | Dave Filoni      | Michael Dante DiMartino e Bryan Konietzko | 21 de fevereiro de 2005 23 de setembro de 2005 | 101              |
| 2            | 2            | "The Avatar Returns" "O Retorno do Avatar" "O Regresso do Avatar"                                                                                     | JM Animation | Dave Filoni      | Michael Dante DiMartino e Bryan Konietzko | 21 de fevereiro de 2005 23 de setembro de 2005 | 102              |
| 3            | 3            | "The Southern Air Temple" "O Templo de Ar do Sul" "O Templo do Ar do Sul"                                                                             | DR Movie     | Lauren MacMullan | Michael Dante DiMartino                   | 25 de fevereiro de 2005 28 de setembro de 2005 | 103              |
| 4            | 4            | "Warriors of Kyoshi" "As Guerreiras de Kyoshi" | JM Animation | Giancarlo Volpe  | Nick Malis                                | 4 de março de 2005 21 de outubro de 2005       | 104              |
| 5            | 5            | "The King of Omashu" "O Rei de Omashu" | DR Movie     | Anthony Lioi     | John O'Bryan                              | 18 de março de 2005 4 de novembro de 2005      | 105              |
| 6            | 6            | "Imprisioned" "Aprisionados" | JM Animation | Dave Filoni      | Matthew Hubbard                           | 25 de março de 2005 11 de novembro de 2005     | 106              |
| 7            | 7            | "Winter Solstice Part 1: The Spirit World" "Solstício de Inverno Parte 1: O Mundo Espiritual" "O Solstício de Inverno Parte 1: O Mundo dos Espíritos" | DR Movie     | Lauren MacMullan | Aaron Ehasz                               | 8 de abril de 2005 18 de novembro de 2005      | 107              |
| 8            | 8            | "Winter Solstice Part 2: Avatar Roku" "Solstício de Inverno Parte 2: O Avatar Roku" "O Solstício de Inverno Parte 2: O Avatar Roku"                   | DR Movie     | Giancarlo Volpe  | Michael Dante DiMartino                   | 15 de abril de 2005 25 de novembro de 2005     | 108              |
| 9            | 9            | "The Waterbending Scroll" "O Pergaminho da Dobra D'Água" "O Pergaminho do Waterbending"                                                               | JM Animation | Anthony Lioi     | John O'Bryan                              | 29 de abril de 2005 2 de dezembro de 2005      | 109              |
| 10           | 10           | "Jet" "Jato" "Jet" | JM Animation | Dave Filoni      | James Eagan                               | 6 de maio de 2005 9 de dezembro de 2005        | 110              |
| 11           | 11           | "The Great Divide" "A Grande Divisão" | DR Movie     | Giancarlo Volpe  | John O'Bryan                              | 20 de maio de 2005 17 de janeiro de 2006       | 111              |
| 12           | 12           | "The Storm" "A Tempestade" | JM Animation | Lauren MacMullan | Aaron Ehasz                               | 3 de junho de 2005 17 de janeiro de 2006       | 112              |
| 13           | 13           | "The Blue Spirit" "O Espírito Azul" | DR Movie     | Dave Filoni      | Michael Dante DiMartino e Bryan Konietzko | 17 de junho de 2005 17 de janeiro de 2006      | 113              |
| 14           | 14           | "The Fortuneteller" "A Adivinha" "A Vidente" | JM Animation | Dave Filoni      | Aaron Ehasz e John O'Bryan                | 23 de setembro de 2005 12 de maio de 2006      | 114              |
| 15           | 15           | "Bato of the Water Tribe" "Bato da Tribo da Água" | DR Movie     | Giancarlo Volpe  | Ian Wilcox                                | 7 de outubro de 2005 19 de maio de 2006        | 115              |
| 16           | 16           | "The Deserter" "O Desertor" | JM Animation | Lauren MacMullan | Tim Hedrick                               | 21 de outubro de 2005 26 de maio de 2006       | 116              |
| 17           | 17           | "The Northern Air Temple" "O Templo do Ar do Norte"                                                                                                   | DR Movie     | Dave Filoni      | Elizabeth Welch Ehasz                     | 4 de novembro de 2005 2 de junho de 2006       | 117              |
| 18           | 18           | "The Waterbending Master" "O Mestre de Dobra D'água" "O Mestre do Waterbending"                                                                       | JM Animation | Giancarlo Volpe  | Michael Dante DiMartino                   | 18 de novembro de 2005 9 de junho de 2006      | 118              |
| 19           | 19           | "The Siege of the North, Part 1" "O Cerco do Norte, Parte 1"                                                                                          | DR Movie     | Lauren MacMullan | John O'Bryan                              | 2 de dezembro de 2005 16 de junho de 2006      | 119              |
| 20           | 20           | "The Siege of the North, Part 2" "O Cerco do Norte, Parte 2"                                                                                          | JM Animation | Dave Filoni      | Aaron Ehasz                               | 2 de dezembro de 2005 23 de junho de 2006      | 120              |

### Livro Dois: Terra(2006)
| N.º na série | N.º na temp. | Título original Título no Brasil Título em Portugal                                               | Animado por  | Dirigido por            | Escrito por | Exibição original                              | Cód. de produção |
| ------------ | ------------ | ------------------------------------------------------------------------------------------------- | ------------ | ----------------------- | --- | ---------------------------------------------- | ---------------- |
| 21           | 1            | "The Avatar State" "O Estado Avatar"                                                              | DR Movie     | Giancarlo Volpe         | Aaron Ehasz Elizabeth Welch Ehasz Tim Hedrick John O'Bryan | 17 de março de 2006 8 de setembro de 2006      | 201              |
| 22           | 2            | "The Cave of Two Lovers" "A Caverna dos Dois Amantes" "A Caverna dos Namorados"                   | JM Animation | Lauren MacMullan        | Joshua Hamilton | 24 de março de 2006 15 de setembro de 2006     | 202              |
| 23           | 3            | "Return to Omashu" "Retorno a Omashu" "O Retorno a Omashu"                                        | DR Movie     | Ethan Spaulding         | Elizabeth Welch Ehasz | 7 de abril de 2006 22 de setembro de 2006      | 203              |
| 24           | 4            | "The Swamp" "O Pântano"                                                                           | JM Animation | Giancarlo Volpe         | Tim Hedrick | 14 de abril de 2006 29 de setembro de 2006     | 204              |
| 25           | 5            | "Avatar Day" "O Dia do Avatar"                                                                    | DR Movie     | Lauren MacMullan        | John O'Bryan | 28 de abril de 2006 6 de outubro de 2006       | 205              |
| 26           | 6            | "The Blind Bandit" "A Bandida Cega" "O Bandido Cego"                                              | JM Animation | Ethan Spaulding         | Michael Dante DiMartino | 5 de maio de 2006 13 de outubro de 2006        | 206              |
| 27           | 7            | "Zuko Alone" "Zuko Sozinho"                                                                       | JM Animation | Lauren MacMullan        | Elizabeth Welch Ehasz | 12 de maio de 2006 20 de outubro de 2006       | 207              |
| 28           | 8            | "The Chase" "A Caçada" "A Perseguição"                                                            | DR Movie     | Giancarlo Volpe         | Joshua Hamilton | 26 de maio de 2006 27 de outubro de 2006       | 208              |
| 29           | 9            | "Bitter Work" "Trabalho Amargo" "Tarefa Difícil"                                                  | DR Movie     | Ethan Spaulding         | Aaron Ehasz | 2 de junho de 2006 11 de dezembro de 2006      | 209              |
| 30           | 10           | "The Library" "A Biblioteca"                                                                      | JM Animation | Giancarlo Volpe         | John O'Bryan | 14 de julho de 2006 12 de dezembro de 2006     | 210              |
| 31           | 11           | "The Desert" "O Deserto"                                                                          | DR Movie     | Lauren MacMullan        | Tim Hedrick | 14 de julho de 2006 13 de dezembro de 2006     | 211              |
| 32           | 12           | "The Serpent's Pass" "A Passagem da Serpente"                                                     | JM Animation | Ethan Spaulding         | Michael Dante DiMartino Joshua Hamilton | 15 de setembro de 2006 14 de dezembro de 2006  | 212              |
| 33           | 13           | "The Drill" "A Broca"                                                                             | DR Movie     | Giancarlo Volpe         | Michael Dante DiMartino Bryan Konietzko | 15 de setembro de 2006 15 de dezembro de 2006  | 213              |
| 34           | 14           | "City of Walls and Secrets" "A Cidade de Muros e Segredos" "A Cidade das Muralhas e dos Segredos" | JM Animation | Lauren MacMullan        | Tim Hedrick | 22 de setembro de 2006 19 de fevereiro de 2007 | 214              |
| 35           | 15           | "The Tales of Ba Sing Se" "As Histórias de Ba Sing Se" "Os Contos de Ba Sing Se"                  | DR Movie     | Ethan Spaulding         | The Tale of Toph and Katara Joann Estoesta Lisa Wahlander The Tale of Iroh Andrew Huebner The Tale of Aang Gary Scheppke The Tale of Sokka Lauren MacMullan The Tale of Zuko Katie Mattila The Tale of Momo Justin Ridge Giancarlo Volpe | 29 de setembro de 2006 20 de fevereiro de 2007 | 215              |
| 36           | 16           | "Appa's Lost Days" "Os Dias Perdidos do Appa"                                                     | JM Animation | Giancarlo Volpe         | Elizabeth Welch Ehasz | 13 de outubro de 2006 21 de fevereiro de 2007  | 216              |
| 37           | 17           | "Lake Laogai" "Lago Laogai" "O Lago Laogai"                                                       | DR Movie     | Lauren MacMullan        | Tim Hedrick | 3 de novembro de 2006 22 de fevereiro de 2007  | 217              |
| 38           | 18           | "The Earth King" "O Rei da Terra"                                                                 | JM Animation | Ethan Spaulding         | John O'Bryan | 17 de novembro de 2006 23 de fevereiro de 2007 | 218              |
| 39           | 19           | "The Guru" "O Guru"                                                                               | DR Movie     | Giancarlo Volpe         | Michael Dante DiMartino Bryan Konietzko | 1 de dezembro de 2006 10 de maio de 2007       | 219              |
| 40           | 20           | "The Crossroads of Destiny" "As Encruzilhadas do Destino"                                         | JM Animation | Michael Dante DiMartino | Aaron Ehasz | 1 de dezembro de 2006 11 de maio de 2007       | 220              |

### Livro Três: Fogo(2007-08)
| N.º na série | N.º na temp. | Título original Título no Brasil Título em Portugal                                                                                    | Animado por   | Dirigido por       | Escrito por                               | Exibição original                                                                  | Cód. de produção |
| ------------ | ------------ | --- | ------------- | ------------------ | ----------------------------------------- | ---------------------------------------------------------------------------------- | ---------------- |
| 41           | 1            | "The Awakening" "O Despertar" | SEK Studio    | Giancarlo Volpe    | Aaron Ehasz                               | 21 de setembro de 2007 11 de janeiro de 2008 3 de março de 2008                    | 301              |
| 42           | 2            | "The Headband" "A Faixa de Cabeça" "A Fita"                                                                                            | JM Animation  | Joaquim Dos Santos | John O'Bryan                              | 28 de setembro de 2007 18 de janeiro de 2008 4 de março de 2008                    | 302              |
| 43           | 3            | "The Painted Lady" "A Dama Pintada" | Moi Animation | Ethan Spaulding    | Joshua Hamilton                           | 5 de outubro de 2007 25 de janeiro de 2008 5 de março de 2008                      | 303              |
| 44           | 4            | "Sokka's Master" "O Mestre de Sokka" "O Mestre do Sokka"                                                                               | JM Animation  | Giancarlo Volpe    | Tim Hedrick                               | 12 de outubro de 2007 1 de fevereiro de 2008 6 de março de 2008                    | 304              |
| 45           | 5            | "The Beach" "A Praia" | Moi Animation | Joaquim Dos Santos | Katie Mattila                             | 19 de outubro de 2007 1 de fevereiro de 2008 10 de março de 2008                   | 305              |
| 46           | 6            | "The Avatar and the Fire Lord" "Avatar e o Senhor do Fogo" "O Avatar e o Senhor do Fogo"                                               | JM Animation  | Ethan Spaulding    | Elizabeth Welch Ehasz                     | 24 de outubro de 2007 26 de outubro de 2007 24 de maio de 2008 11 de março de 2008 | 306              |
| 47           | 7            | "The Runaway" "A Fugitiva" | Moi Animation | Giancarlo Volpe    | Joshua Hamilton                           | 25 de outubro de 2007 2 de novembro de 2007 24 de maio de 2008 12 de março de 2008 | 307              |
| 48           | 8            | "The Puppetmaster" "A Manipuladora de Fantoches" "A Senhora das Marionetas"                                                            | JM Animation  | Joaquim Dos Santos | Tim Hedrick                               | 25 de outubro de 2007 9 de novembro de 2007 13 de março de 2008                    | 308              |
| 49           | 9            | "Nightmares and Daydreams" "Pesadelos e Devaneios" "Pesadelos e Sonhar Acordado"                                                       | Moi Animation | Ethan Spaulding    | John O'Bryan                              | 26 de outubro de 2007 16 de novembro de 2007 30 de abril de 2008*                  | 309              |
| 50           | 10           | "The Day of Black Sun, Part 1: The Invasion" "O Dia do Sol Negro, 1ª parte: A Invasão" "O Dia do Sol Negro, Parte 1: A Invasão"        | JM Animation  | Giancarlo Volpe    | Michael Dante DiMartino                   | 23 de novembro de 2007 30 de novembro de 2007 14 de outubro de 2008                | 310              |
| 51           | 11           | "The Day of Black Sun, Part 2: The Eclipse" "O Dia do Sol Negro, 2ª parte: O Eclipse" "O Dia do Sol Negro, Parte 2: O Eclipse"         | Moi Animation | Joaquim Dos Santos | Aaron Ehasz                               | 26 de novembro de 2007 30 de novembro de 2007 15 de outubro de 2008                | 311              |
| 52           | 12           | "The Western Air Temple" "O Templo do Ar do Oeste" "?"                                                                                 | JM Animation  | Ethan Spaulding    | Elizabeth Welch Ehasz e Tim Hedrick       | 14 de dezembro de 2007 14 de julho de 2008 16 de outubro de 2008                   | 312              |
| 53           | 13           | "The Firebending Masters" "Os Mestres da Dominação de Fogo" "Os Mestres do Poder do Fogo"                                              | Moi Animation | Giancarlo Volpe    | John O'Bryan                              | 4 de janeiro de 2008 15 de julho de 2008 17 de outubro de 2008                     | 313              |
| 54           | 14           | "The Boiling Rock, Part 1" "A Rocha Fervente, 1ª parte" ** "A Rocha Escaldante - Parte 1"                                              | JM Animation  | Joaquim Dos Santos | May Chan                                  | 16 de julho de 2008 20 de outubro de 2008***                                       | 314              |
| 55           | 15           | "The Boiling Rock, Part 2" "A Rocha Fervente, 2ª parte" ** "A Rocha Escaldante - Parte 2"                                              | Moi Animation | Ethan Spaulding    | Joshua Hamilton                           | 16 de julho de 2008 21 de outubro de 2008***                                       | 315              |
| 56           | 16           | "The Southern Raiders" "Os Atacantes do Sul" "Os Raiders do Sul"                                                                       | Moi Animation | Joaquim Dos Santos | Elizabeth Welch Ehasz                     | 17 de julho de 2008 22 de outubro de 2008                                          | 316              |
| 57           | 17           | "The Ember Island Players" "Os Atores da Ilha Ember"                                                                                   | JM Animation  | Giancarlo Volpe    | Tim Hedrick, Josh Hamilton e John O'Bryan | 18 de julho de 2008 23 de outubro de 2008                                          | 317              |
| 58           | 18           | "Sozin's Comet, Part 1: The Phoenix King" "O Cometa de Sozin, 1ª parte: O Rei Fênix" "O Cometa Sozin, Parte 1: O Rei Fénix"            | JM Animation  | Ethan Spaulding    | Michael Dante DiMartino                   | 19 de julho de 2008 24 de outubro de 2008                                          | 318              |
| 59           | 19           | "Sozin's Comet, Part 2: The Old Masters" "O Cometa de Sozin, 2ª parte: Os Velhos Mestres" "O Cometa Sozin, Parte 2: Os Velhos Mestres" | Moi Animation | Giancarlo Volpe    | Aaron Ehasz                               | 19 de julho de 2008 24 de outubro de 2008                                          | 319              |
| 60           | 20           | "Sozin's Comet, Part 3: Into the Inferno" "O Cometa de Sozin, 3ª parte: Para o Inferno" "?O Cometa Sozin, Parte 3: Dentro do Inferno"  | JM Animation  | Joaquim Dos Santos | Michael Dante DiMartino e Bryan Konietzko | 19 de julho de 2008 24 de outubro de 2008                                          | 320              |
| 61           | 21           | "Sozin's Comet, Part 4: Avatar Aang" "O Cometa de Sozin, 4ª parte: O Avatar Aang" "O Cometa Sozin, Parte 4: O Avatar Aang"             | JM Animation  | Joaquim Dos Santos | Michael Dante DiMartino e Bryan Konietzko | 19 de julho de 2008 24 de outubro de 2008                                          | 321              |

* O episódio foi exibido no Brasil primeiramente pela Rede Globo, no programa TV Globinho. 

** O episódio vazou na internet em 25 de Abril de 2008. 

*** O episódio estreou com o lançamento do DVD em que estava incluso no dia 6 de Maio de 2008.

### Especiais
| Título em Português           | Título original        | Dirigido por  | Escrito por             | Estréia                 |
| ----------------------------- | ---------------------- | ------------- | ----------------------- | ----------------------- |
| Namorando na Escola           | School Time Shipping   | Seung Hyun Oh | Michael Dante DiMartino | 17 de Fevereiro de 2007 |
| Batalha de Dobras             | Bender Battle          | Seung Hyun Oh | Joshua Hamilton         | 11 de Setembro de 2007  |
| Arrancada de Esqui no Pântano | Swamp Skiin' Throwdown | Seung Hyun Oh | Bryan Konietzko         | 11 de Setembro de 2007  |

## DVDs

### Livro 1: Água
| Nome em português                                       | Nome original                                               | Lançamento                                  | Episódios |
| ------------------------------------------------------- | ----------------------------------------------------------- | ------------------------------------------- | --- |
| Avatar: A Lenda de Aang - Livro 1: Água Volume 1        | Avatar: The Last Airbender - Book 1: Water, Volume 1        | 31 de Janeiro de 2006 31 de Outubro de 2007 | "O Garoto no Iceberg", "A Volta do Avatar", "O Templo de Ar do Sul" e "As Guerreiras de Kyoshi"                                          |
| Avatar: A Lenda de Aang - Livro 1: Água Volume 2        | Avatar: The Last Airbender - Book 1: Water, Volume 2        | 28 de Maio de 2006 28 de Janeiro de 2008    | "O Rei de Omashu", "Aprisionado", "Solstício de Inverno 1.ª Parte: O Mundo Espiritual" e "Solstício de Inverno 2.ª Parte: O Avatar Roku" |
| Avatar: A Lenda de Aang - Livro 1: Água Volume 3        | Avatar: The Last Airbender - Book 1: Water, Volume 3        | 30 de Maio de 2006 20 de Maio de 2008       | "O Pergaminho da Dobra D'água, "Jato", "A Grande Divisão" e "A Tempestade"                                                               |
| Avatar: A Lenda de Aang - Livro 1: Água Volume 4        | Avatar: The Last Airbender - Book 1: Water, Volume 4        | 18 de Julho de 2006 9 de Setembro de 2008   | "O Espírito Azul", "A Adivinha", "Bato da Tribo da Água" e "O Desertor"                                                                  |
| Avatar: A Lenda de Aang - Livro 1: Água Volume 5        | Avatar: The Last Airbender - Book 1: Water, Volume 5        | 19 de Setembro de 2006 16 de Março de 2009  | "Os Planadores", "O Mestre Dominador de Água", "O Cerco do Norte parte 1" e "O Cerco do Norte 2.ª Parte"                                 |
| Avatar: A Lenda de Aang - A Coleção Completa do Livro 1 | Avatar: The Last Airbender - The Complete Book 1 Collection | 19 de Setembro de 2006 Não anunciado        | Todos os episódios do Livro 1: Água |

### Livro 2: Terra
| Nome em português                                       | Nome original                                               | Lançamento                                | Episódios |
| ------------------------------------------------------- | ----------------------------------------------------------- | ----------------------------------------- | --- |
| Avatar: A Lenda de Aang - Livro 2: Terra Volume 1       | Avatar: The Last Airbender - Book 2: Earth, Volume 1        | 23 de Janeiro de 2007 1 de Julho de 2009  | "O Estado Avatar", "A Caverna dos Dois Amantes", "Retorno a Omashu", "O Pântano" e "O Dia do Avatar"                                               |
| Avatar: A Lenda de Aang - Livro 2: Terra Volume 2       | Avatar: The Last Airbender - Book 2: Earth, Volume 2        | 10 de Abril de 2007 20 de Outubro de 2009 | "A Bandida Cega", "Zuko Sozinho", "A Caçada", "Trabalho Amargo" e "A Biblioteca"                                                                   |
| Avatar: A Lenda de Aang - Livro 2: Terra Volume 3       | Avatar: The Last Airbender - Book 2: Earth, Volume 3        | 22 de Maio de 2007 20 de Janeiro de 2010  | "O Deserto", "A Passagem da Serpente", "A Jornada para Ba Sing Se Parte 2: A Broca", "A Cidade de Muros e Segredos" e "As Histórias de Ba Sing Se" |
| Avatar: A Lenda de Aang - Livro 2: Terra Volume 4       | Avatar: The Last Airbender - Book 2: Earth, Volume 4        | 14 de Agosto de 2007 27 de Abril de 2010  | "Os Dias Perdidos do Appa", "Lago Laogai", "O Rei da Terra", "O Guru" e "As Encruzilhadas do Destino"                                              |
| Avatar: A Lenda de Aang - A Coleção Completa do Livro 2 | Avatar: The Last Airbender - The Complete Book 2 Collection | 11 de Setembro de 2007 Não anunciado      | Todos os episódios do Livro 2: Terra |

### Livro 3: Fogo
| Nome em português                                       | Nome original                                               | Lançamento                                  | Episódios |
| ------------------------------------------------------- | ----------------------------------------------------------- | ------------------------------------------- | --- |
| Avatar: A Lenda de Aang - Livro 3: Fogo Volume 1        | Avatar: The Last Airbender - Book 3: Fire, Volume 1         | 30 de Outubro de 2007 19 de Janeiro de 2011 | "O Despertar", "A bandana", "A Dama Pintada", "O Mestre de Sokka" e "A Praia" |
| Avatar: A Lenda de Aang - Livro 3: Fogo Volume 2        | Avatar: The Last Airbender - Book 3: Fire, Volume 2         | 22 de Janeiro de 2008 18 de Abril de 2011   | "Avatar e o Senhor do Fogo", "A Fugitiva", "A Manipuladora de Fantoches", "Pesadelos e Devaneios" e "O Dia do Sol Negro 1.ª Parte: A Invasão"                                                                                                |
| Avatar: A Lenda de Aang - Livro 3: Fogo Volume 3        | Avatar: The Last Airbender - Book 3: Fire, Volume 3         | 6 de Maio de 2008 17 de Maio de 2011        | "O Dia do Sol Negro, 2.ª Parte: O Eclipse", "O Templo de Ar do Oeste", "Os Mestres da Dominação de Fogo", "A Rocha Fervente: 1.ª Parte" e "A Rocha Fervente: 2.ª Parte"                                                                      |
| Avatar: A Lenda de Aang - Livro 3: Fogo Volume 4        | Avatar: The Last Airbender - Book 3: Fire, Volume 4         | 29 de Julho de 2008 27 de Setembro de 2011  | "Os Atacantes do Sul", "Os Atores da Ilha Ember", "O Cometa de Sozin 1.ª Parte: O Rei Fênix", "O Cometa de Sozin 2.ª Parte: Os Velhos Mestres", "O Cometa de Sozin 3.ª Parte: Para o Inferno" e "O Cometa de Sozin 4.ª Parte: O Avatar Aang" |
| Avatar: A Lenda de Aang - A Coleção Completa do Livro 3 | Avatar: The Last Airbender - The Complete Book 3 Collection | 16 de Setembro de 2008 Não anunciado        | Todos os episódios do Livro 3: Fogo |